# Hugyag
Hugyag là một thị trấn thuộc hạt Nógrád, Hungary. Thị trấn này có diện tích 10,9 km², dân số năm 2010 là 860 người, mật độ 79 người/km².